# Melitaea persea
Melitaea persea Kollar, 1850 è un lepidottero appartenente alla famiglia Nymphalidae, diffuso in Asia.